# Пиковая дама: Зазеркалье
«Пиковая дама: Зазеркалье» — российский фильм ужасов о сверхъестественном режиссёра Александра Домогарова-младшего.
Премьера фильма в мире состоялась 12 июля, в России — 14 марта 2019 года.

## Сюжет
После гибели матери Оля и её младший брат Артём оказываются в частной школе-пансионе, располагающейся за городом в старинном особняке, историческом здании XIX века. Там множество богатеньких деток от которых избавились их родители.
Оля знакомится с толстушкой Соней, её весёлой подружкой Алисой, талантливым Женей и мажором Кириллом.
Алиса позвала Олю в их компанию, чтобы получить расположение их классного руководителя Виктора Сергеевича в которого влюблена. В первую же ночь Артём отправляется за призраком матери бродить по особняку, а Оля пытается бежать.
Планы Оли нарушают Кирилл и Женя которые вваливаются к ним в комнату с банками пива «тусить». Понимая что задумала Оля ребята рассказывают, что лучше всего бежать утром с машиной, которая привозит в интернат продукты. В это время призрак заводит Артёма в ремонтируемую часть здания и исчезает за дверью, которую мальчик не может открыть. Он бежит к сестре и рассказывает, что видел маму. Но Оля даже его не слушает, а вместо этого просто собирается отвести его в его комнату. Ребята соглашаются показать ей комнату мальчиков-первоклашек и идут с ними, но по пути Артём вырывается и бежит к той двери за которую ушёл призрак. Ребята открывают эту дверь и оказываются в тёмной комнате, где явно давно никто не бывал. Среди хлама они обнаруживают большое зеркало на котором кто-то когда-то нарисовал лесенку для вызова
Пиковой Дамы и решают вызвать Даму. Они произносят нужные слова и загадывают желания: Кирилл — чтобы его мачеха умерла, Соня — перестать переедать, Алиса — поцеловаться с Виктором Сергеевичем, а Женя — чтобы выздоровела его бабушка. Оля же не хочет играть в эту глупую игру и уходит. Развлекаясь ребята расшумелись, поэтому поспешно ретируются, оставляя Артёма одного перед зеркалом, в котором он видит призрак, держащий куклу.
На следующее утро, когда Алиса и Соня, Кирилл и Женя спят, к ним наведывается дух Пиковой Дамы, он напевает колыбельную и отрезает у Кирилла прядь волос. Но ребята не придают этому большое значения.
Оля получает выговор перед всем классом от директрисы за ночную прогулку, Виктор Сергеевич догадывается, что она хочет сбежать, и перехватывает её у самой машины, но не останавливает её, хоть и пробует переубедить. Когда Оля отъезжает, она видит, что Артём сходит в воду. Артёму же мерещится мама, стоящая в воде, которая зовёт его. Оля бросается к брату и приказывает ему выйти из воды, но внезапно она замечает Чёрную Даму в отражении, которая хватает мальчика и утягивает под воду. Оля пытается вытащить брата, но у неё ничего не получается, пока ей не помогает Виктор Сергеевич. После случившегося директриса подозревает, что Оля пыталась утопить брата, и не верит в её рассказ о некой даме, Артём же молча отказывается подтвердить её слова.
В это время Кирилл связывается по видеосвязи с отцом и видит, как тот на фоне трупа Дианы кончает с собой, пред этим извинившись перед сыном. Шокированный Кирилл устраивает во дворе потасовку, а Женя понимает, что смерть мачехи — это то, что загадал Кирилл, и вместе с Олей начинает исследовать легенду о Пиковой Даме. Из сети они узнают, что некогда школьный особняк принадлежал графине Оболенской, которая содержала в нём сирот и топила детей, пытаясь выменять на их души жизнь своего умершего сына, но местные крестьяне узнали об этом и остановили её, однако она как-то нашла способ переселиться в зеркало и впоследствии стала известна как Пиковая Дама.
Кирилл идёт к зеркалу и просит Даму вернуть отца, видит призрак отца и просит прощения, но тот хватает его и пытается задушить, а после утаскивает. После исчезновения Кирилла с занятий снимают всех старшеклассников и отправляют в лес на его поиски. Соне к этому времени начинают мерещиться черви в еде, а в лесу ей ещё мерещится и Кирилл, последовав за которым, она попадает на заброшенное кладбище. Там на неё нападает женщина в чёрном, отражение которой она сначала видит в лужах. Прибежавшие на крик ребята уводят её, а Оля и Женя исследуют кладбище и понимают, что там похоронены убитые графиней дети и её сын. Директриса, которая приходит за ними, заслышав их разговор, рассказывает, что сын графини утонул, когда пытался достать из воды свою любимую куклу, которую туда забросили жестокие дети.
В это время Артём протыкает кисточкой щёку однокласснику за то, что тот сказал, что его мама умерла. Оля, пришедшая с ним поговорить, замечает в его руках ту самую куклу. Она видела, как брат разговаривал с зеркалом, и понимает, что призрак графини настраивает его против неё. Соня в это время пытается что-нибудь съесть, она видит Пиковую Даму, но решает противостоять ей, она достаёт из своего шкафа большую плитку шоколада и демонстративно начинает её есть перед зеркалом, но внезапно понимает, что ест не шоколад, а стекло. Соню срочно госпитализируют, а Оля с Женей показывают Виктору Сергеевичу подвал, в котором ребята загадывали желания.
Преподаватель древних культур понимает, что по стенам комнаты нарисованы символы для жертвоприношения и переноса души. Поддаваясь ребятам, он вместе с ними начинает искать резервуар с водой, в котором графиня могла бы топить детей, и, разобрав настеленный пол, они находят в воде тело Кирилла. Следователь, который берёт у ребят показания, в их историю про Пиковую Даму не верит. Мимоходом сообщив, что Соня скончалась в больнице, он объявляет, что школа закрыта, и просит проехать директрису с ним. Виктор Сергеевич, который понимает, что ни Оле с братом, ни Жене пока некуда деться, и приглашает их к себе. К ним хочет присоединиться и Алиса, которая дозвонилась до матери и поняла, что та за ней не приедет, потому что не в курсе о произошедших в школе событиях. Однако Артём не желает уезжать из особняка; устроив истерику, он вырывается из рук сестры и убегает в дом. Ребята и Виктор Сергеевич бегут за ним, а Алиса остаётся в машине. Пиковая Дама нападает на Женю, сбрасывает его с лестницы, и на Алису, целуя её смертельным поцелуем в образе Виктора Сергеевича. Оля понимает, куда именно побежал её младший брат, и спешит в заброшенную комнату, но Пиковая Дама не даёт ей подойти к Артёму, раскидав Олю и Виктора Сергеевича в разные стороны. Она топит мальчика в резервуаре. Освободившись от сковывающих чар графини, Оля достаёт мальчика из воды, но уже слишком поздно. Однако она видит, как чёрный призрак уводит душу мальчика в зеркало, перед которым дети загадывали желания. В гневе Оля пытается разбить злосчастное зеркало, но её останавливает Женя, который побывал в зазеркалье и понял, что лесенка-символ ведёт именно туда. Он предлагает ей пойти туда за братом, и Оля просит его утопить её на 7 минут. В Зазеркалье Оля встречает Кирилла, Соню и Алису, а брата находит в машине, в которой погибла их мама. Объяснившись с братом, она уговаривает его вернуться. А в это время Женя пытается не дать Виктору Сергеевичу откачать Олю, так как Пиковая Дама не просто отпустила его, чтобы он привёл к ней Олю, но и пообещала, что выполнит его желание и бабушка не умрёт, если он убьёт Олю. Однако Виктору Сергеевичу удаётся убедить Женю, что нечистая сила всегда врёт, и заставить отказаться от желания. Виктор Сергеевич пытается вернуть к жизни Олю, но внезапно в себя приходит Артём. Он тут же кидается на помощь к Оле. И вот Оля оживает и тут же приказывает разбить зеркало, что Женя и делает.
Приняв свои жизненные ситуации такими, какие они есть, и Оля, и Женя, и Артём спешат покинуть особняк. Только Оля ненадолго останавливается, чтобы посмотреть в одно из зеркал. Там, по ту сторону реальности, в зазеркалье, бессильно бьётся в стекло Оля.

## В ролях
| Актёр                  | Роль            |
| ---------------------- | --------------- |
| Ангелина Стречина      | Оля             |
| Даниил Муравьёв-Изотов | Артём           |
| Владислав Коноплёв     | Кирилл          |
| Дмитрий Куличков       | Следователь     |
| Клаудиа Бочар          | Пиковая дама    |
| Игорь Яшанин           | Гоша            |
| Валерий Панков         | Игорь Сергеевич |
| Владимир Канухин       | Женя            |
| Алёна Швиденкова       |                 |
| Ян Алабушев            | Миша            |
| Анастасия Талызина     | Алиса           |

## Производство
Продюсеры картины предложили Домогарову-младшему снимать её после выхода трейлера его короткометражки «Детки в клетке» по одноимённому рассказу Стивена Кинга. Режиссёру была поставлена задача — снять фильм про старую усадьбу.
Съёмки начались в мае 2018 года. Основная часть съемок прошла в действующем санатории имени Герцена, расположенном в Одинцовском районе Московской области.
Бюджет фильма составил 78 355 154 рубля, из которых 50 миллионов которых были выделены Фондом кино (35 миллионов на безвозвратной и 15 миллионов на возвратной основе). В прокате фильм провалился, собрав чуть более своего бюджета — 86 345 224 рублей.
После того, как интернет-издание Mash сообщило, что Фонд кино якобы потребовал вернуть безвозмездную субсидию, телеканал РБК обратился в пресс-службу фонда за разъяснениями. В пресс-службе заявили, что требование о возвращении денег действительно будет предъявлено, но оно будет касаться только денег, выделенных на возвратной основе.